# Vanja Dermendžieva
Vanja Dermendžieva (nacida el 3 de diciembre de 1958 en Haskovo) es una exjugadora de baloncesto búlgara. Consiguió 5 medallas en competiciones oficiales con Bulgaria.